# Molannodes falcifer
Molannodes falcifer är en nattsländeart som först beskrevs av Wiggins 1968.  Molannodes falcifer ingår i släktet Molannodes och familjen skivrörsnattsländor. Inga underarter finns listade i Catalogue of Life.